# Saint-Laurent-de-Muret
Pour les articles homonymes, voir Saint-Laurent et Muret.
Saint-Laurent-de-Muret est une commune française, située dans l'ouest du département de la Lozère en région Occitanie.
Exposée à un climat de montagne, elle est drainée par le Bès, la Biourière, le Piou, le ruisseau de chanteperdrix, le ruisseau de Sinières et par divers autres petits cours d'eau. Incluse dans le parc naturel régional de l'Aubrac, la commune possède un patrimoine naturel remarquable : un site Natura 2000 (le « plateau de l'Aubrac ») et sept zones naturelles d'intérêt écologique, faunistique et floristique.
Saint-Laurent-de-Muret est une commune rurale qui compte 191 habitants en 2022, après avoir connu un pic de population de 702 habitants en 1881.  Elle fait partie de l'aire d'attraction de Marvejols. Ses habitants sont appelés les Pontels ou  Pontelles.

## Géographie

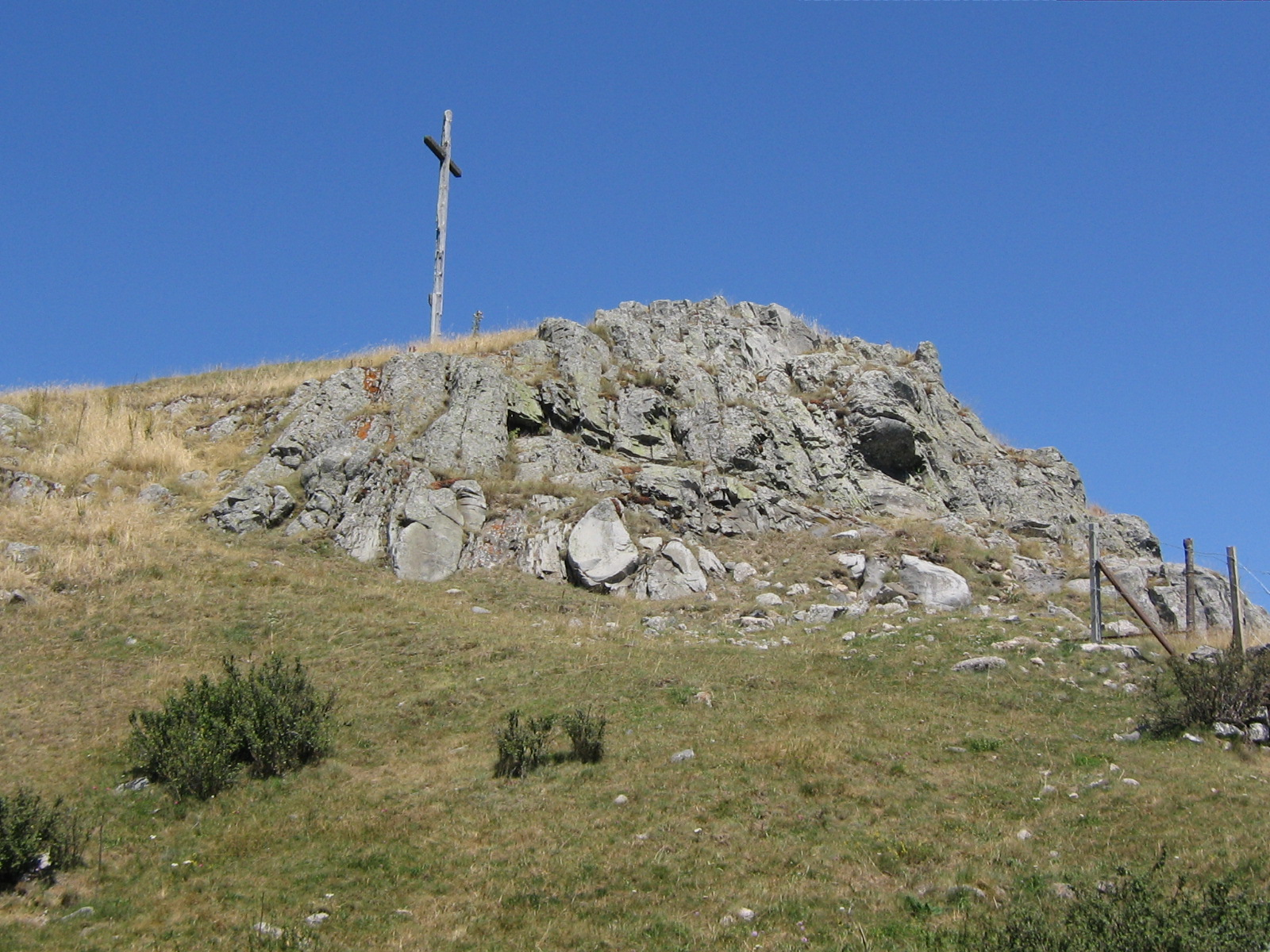
Le truc de Muret (1244 m).

La commune est située dans le Massif central sur la bordure est de l'Aubrac. Le granite prédomine sur la grande majorité du territoire communal mais on compte ici ou là plusieurs petits sommets intéressants d'origine volcanique : le pic de Mus (1 324 m), le truc de Muret (1 244 m) et la Tournelle (1 208 m). Plus à l'ouest, on trouve deux montagnes tabulaires (mesas), buttes témoins de basalte dégagées par l'érosion glaciaire : la montagne de Rabios (1 353 m) — caractérisée au sud par un imposant éboulis et par une grosse pierre (moure dé l'égo - museau de la jument) en bordure du vide — et la montagne « Plô du Faltre » (1 380 m), point culminant de la commune.
Plusieurs cours d'eau descendent de ces hauteurs et s'en vont rejoindre la Colagne : la Biourière au sud (belle vallée glaciaire), le Piou, le ruisseau de Saint-Laurent et le ruisseau de Sinières (par la Crueize), constituant de beaux parcours de pêche à la truite.

### Communes limitrophes
Les communes limitrophes sont  Antrenas, Bourgs sur Colagne, Le Buisson, Les Salces, Marchastel et Prinsuéjols-Malbouzon.
| Prinsuéjols-Malbouzon | Le Buisson             |                    |
| Marchastel            | Saint-Laurent-de-Muret | Antrenas           |
|                       | Les Salces             | Bourgs sur Colagne |

### Habitat

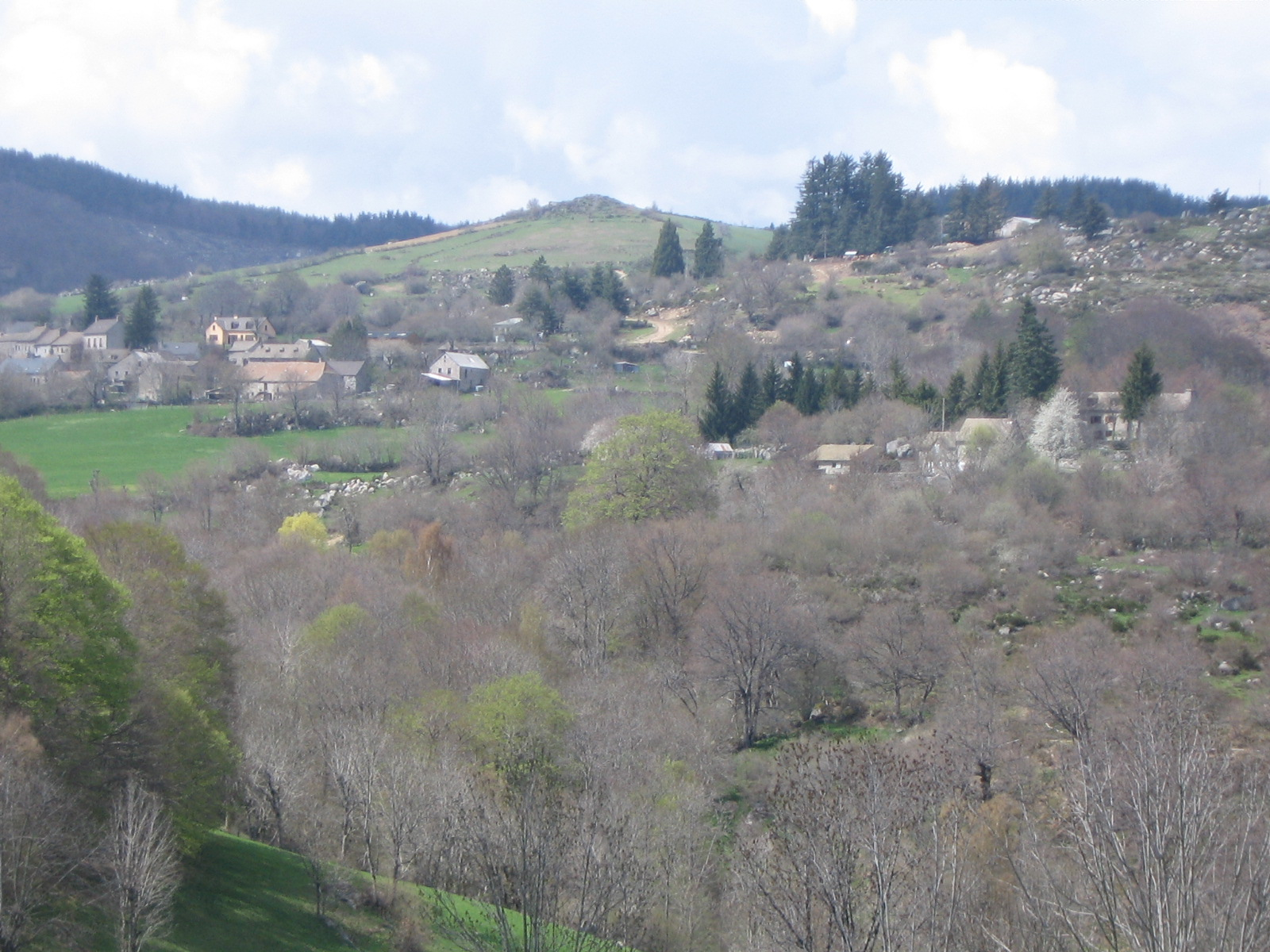
Le Mas et le Recoux.

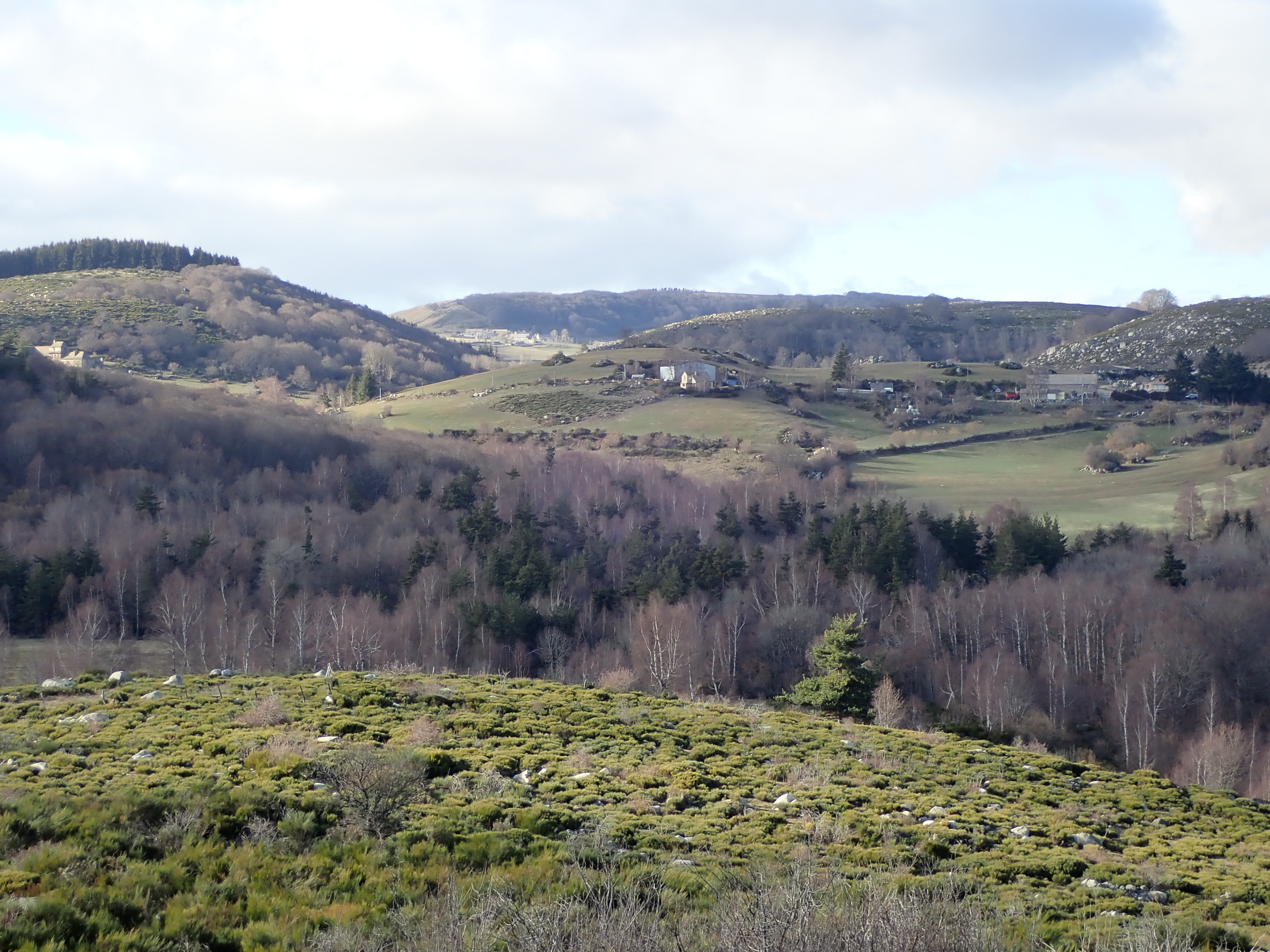
Ferme du Sauvage à droite et de Bonalbert à gauche. Village de Taupinet à l'arrière plan.

L'habitat dans la commune est relativement dispersé et est composé de petits hameaux ou de fermes étagés à différentes altitudes.
Au sud, dans la vallée du Piou, se trouvent les hameaux les moins élevés : le Mas (1 100 m), constitué autour d'une ancienne ferme fortifiée, et Vergnecroze (1 130 m). Un peu plus vers l'ouest, un peu à l'écart, se trouvent la ferme du Sauvage (1 180 m) et celle de Bonalbert (1 200 m).
Plus à l'ouest, on trouve dans la vallée de la Biourière, au terminus de la route, le hameau très isolé de la Blatte (1 190 m). Quelques kilomètres au nord-est de la Blatte, se trouve Saint-Laurent (1 180 m), chef-lieu de la commune (église du XIXe siècle, mairie, salle des fêtes). Une petite route permet de rejoindre au sud-ouest Vergnecroze (par le col de Bourgnogue) et Muret (1 200 m) au pied de son rocher.
En traversant la D 900 (qui va de Marvejols à Nasbinals), on peut rejoindre Chantegrenouille et le Chayla. En reprenant la D 900 vers Nasbinals, on arrive dans la partie haute de la commune : une petite route qui part sur la gauche mène à Chaldecoste (1 250 m) et Taupinet (1 300 m, plus haut hameau de la commune). Un peu plus loin sur la D 900, un peu à l'écart, se trouve Sinières (1 220 m, un des trois plus gros hameau de la commune avec Saint-Laurent et le Mas).
Un peu plus loin, se trouve la ferme du Cornage. Enfin, après avoir passé un petit col sur la D 900, on prend une petite route à gauche qui mène à la ferme du Faltre (1 280 m), connue dans la région pour l'extrême rudesse de son climat. Juste au-dessus, la montagne « Plô du Faltre » est d'ailleurs le point culminant de la commune (1 380 m) et son buron est l'un des plus hauts de la région (1 356 m).Taupinet et le Faltre sont parmi les lieux de vie du Massif central qui connaissent les conditions climatiques les plus rudes en raison du froid hivernal, des vents violents et de l'enneigement très important (d'autres villages dans la Margeride ou au mont Mézenc sont aussi hauts en altitude mais le climat y est plus sec et leur position plus abritée).

### Climat
Pour des articles plus généraux, voir Climat de l'Occitanie et Climat de la Lozère.
En 2010, le climat de la commune est de type climat de montagne, selon une étude s'appuyant sur une série de données couvrant la période 1971-2000. En 2020, Météo-France publie une typologie des climats de la France métropolitaine dans laquelle la commune est exposée à un climat de montagne ou de marges de montagne et est dans la région climatique Sud-est du Massif Central, caractérisée par une pluviométrie annuelle de 1 000 à 1 500 mm, minimale en été, maximale en automne.
Pour la période 1971-2000, la température annuelle moyenne est de 7 °C, avec une amplitude thermique annuelle de 15,6 °C. Le cumul annuel moyen de précipitations est de 1 017 mm, avec 10,5 jours de précipitations en janvier et 6,8 jours en juillet. Pour la période 1991-2020, la température moyenne annuelle observée sur la station météorologique la plus proche, située sur la commune du Buisson à 3 km à vol d'oiseau, est de 8,0 °C et le cumul annuel moyen de précipitations est de 875,6 mm,. Pour l'avenir, les paramètres climatiques de la commune estimés pour 2050 selon différents scénarios d'émission de gaz à effet de serre sont consultables sur un site dédié publié par Météo-France en novembre 2022.

### Milieux naturels et biodiversité

#### Espaces protégés
La protection réglementaire est le mode d’intervention le plus fort pour préserver des espaces naturels remarquables et leur biodiversité associée,. La commune fait partie du parc naturel régional de l'Aubrac, créé par décret le 23 mai 2018 et occupant une superficie de 220 284 ha. Région rurale de moyenne montagne, l’Aubrac possède un patrimoine encore bien préservé. Son économie rurale, ses paysages, ses savoir-faire, son environnement et son patrimoine culturel reconnus n'en demeurent pas moins vulnérables et menacés et c'est à ce titre que cette zone a été protégée,.

#### Réseau Natura 2000

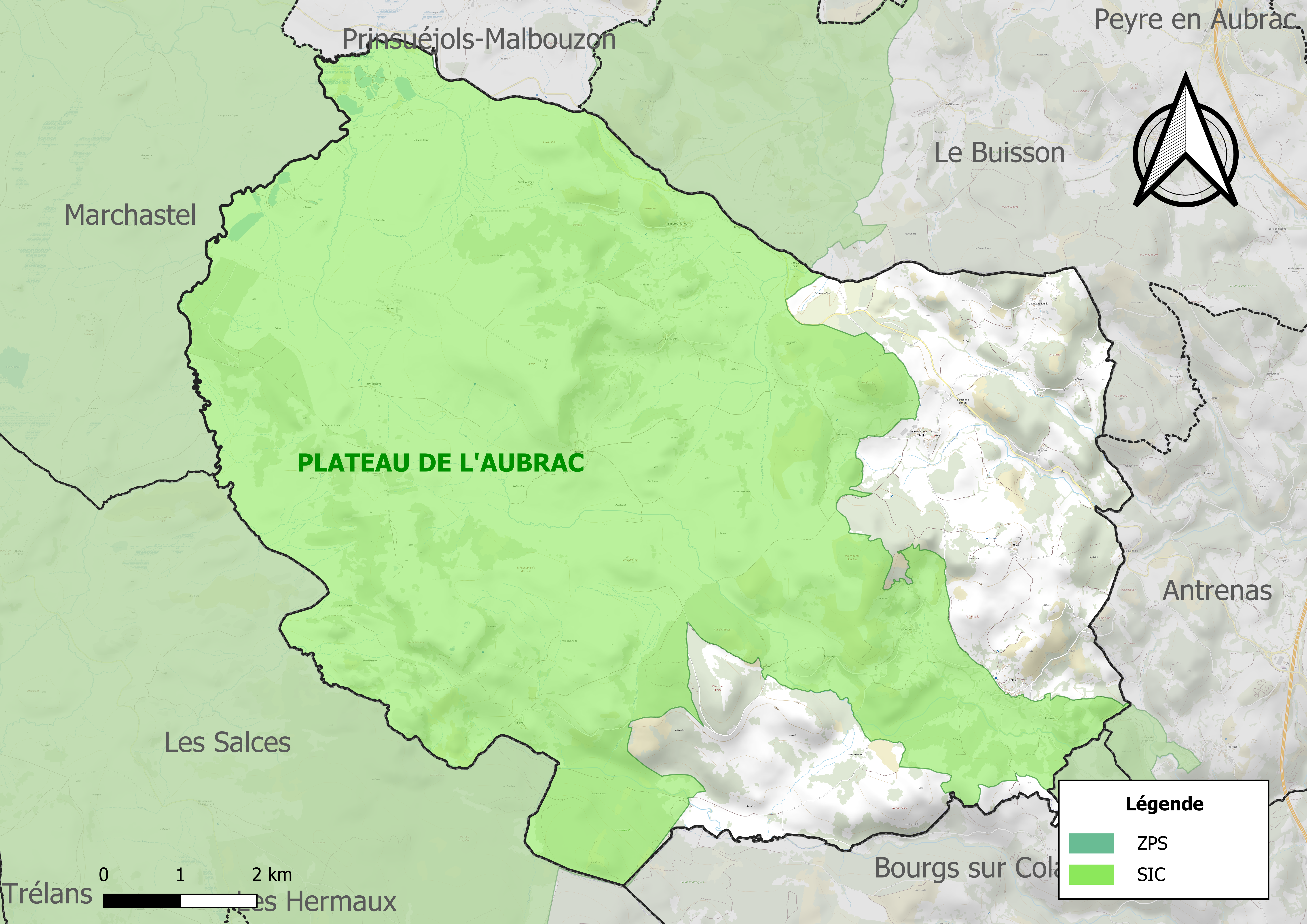
Site Natura 2000 sur le territoire communal.

Le réseau Natura 2000 est un réseau écologique européen de sites naturels d'intérêt écologique élaboré à partir des directives habitats et oiseaux, constitué de zones spéciales de conservation (ZSC) et de zones de protection spéciale (ZPS).
Un site Natura 2000 a été défini sur la commune au titre de la directive habitats : le « plateau de l'Aubrac », d'une superficie de 25 475 ha, un site comportant un grand nombre de tourbières abritant une flore très spécialisée : plantes carnivores, linaigrettes, et certaines espèces relictes des dernières glaciations comme la Ligulaire de Sibérie.

#### Zones naturelles d'intérêt écologique, faunistique et floristique
L’inventaire des zones naturelles d'intérêt écologique, faunistique et floristique (ZNIEFF) a pour objectif de réaliser une couverture des zones les plus intéressantes sur le plan écologique, essentiellement dans la perspective d’améliorer la connaissance du patrimoine naturel national et de fournir aux différents décideurs un outil d’aide à la prise en compte de l’environnement dans l’aménagement du territoire.
Six ZNIEFF de type 1 sont recensées sur la commune :
- le « Moulin de Beisserette » (6 ha), couvrant 3 communes du département[17] ;
- la « plaine de la Tioule et montagne de Bonnecombe » (760 ha), couvrant 2 communes du département[18] ;
- la « rivière du Bès au lieu-dit «La Grue« » (1 ha), couvrant 2 communes du département[19] ;
- le « ruisseau du Piou » (4 ha)[20] ;
- la « tourbière de Pougalion » (15 ha), couvrant 2 communes du département[21] ;
- la « vallée de la Biourière » (1 339 ha), couvrant 3 communes du département[22] ;

et une ZNIEFF de type 2, : 
le « plateau de l'Aubrac lozérien » (28 285 ha), couvrant 18 communes dont une dans le Cantal et 17 dans la Lozère.

Cartes des ZNIEFF de type 1 et 2 à Saint-Laurent-de-Muret.
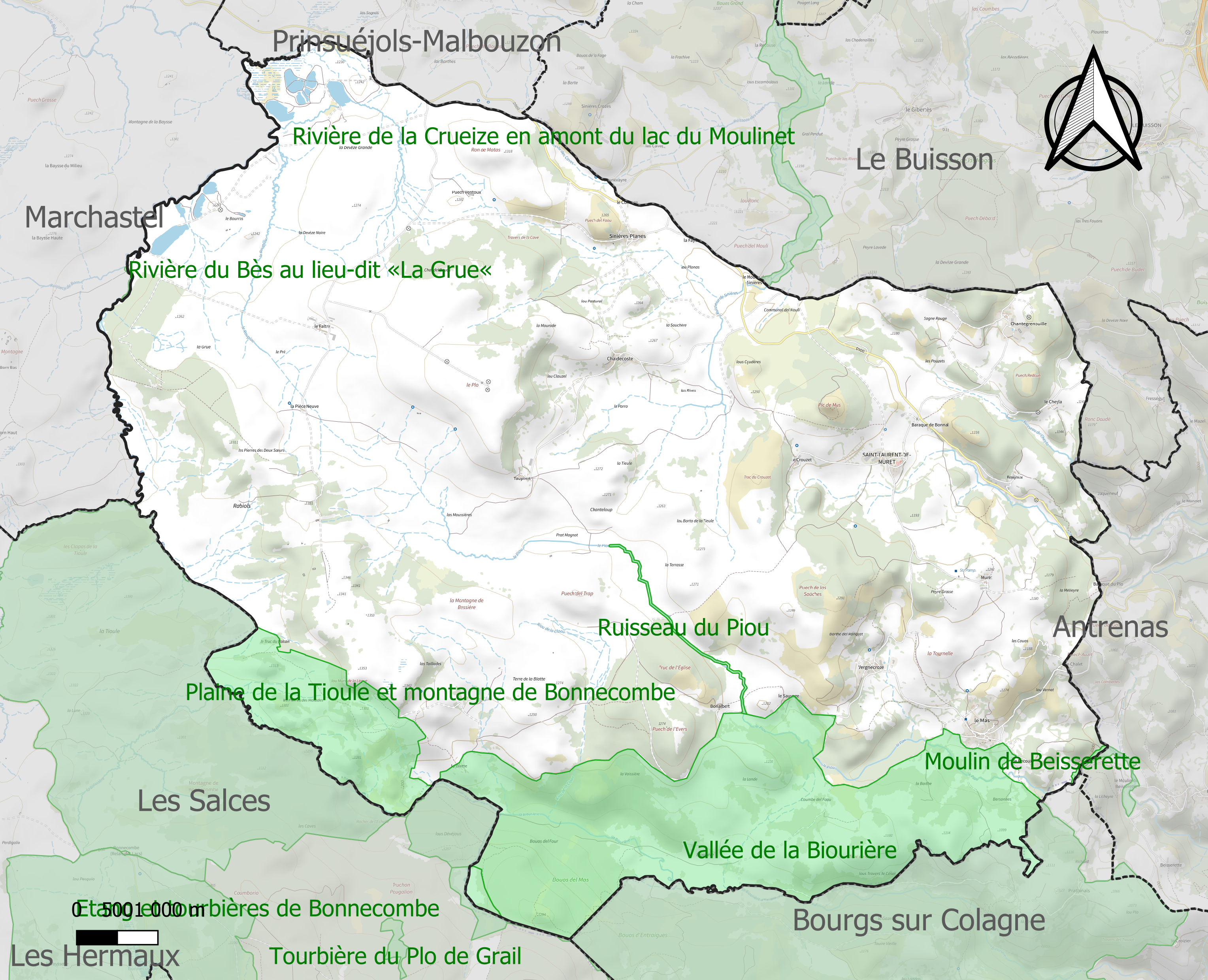
Carte des ZNIEFF de type 1 sur la commune.
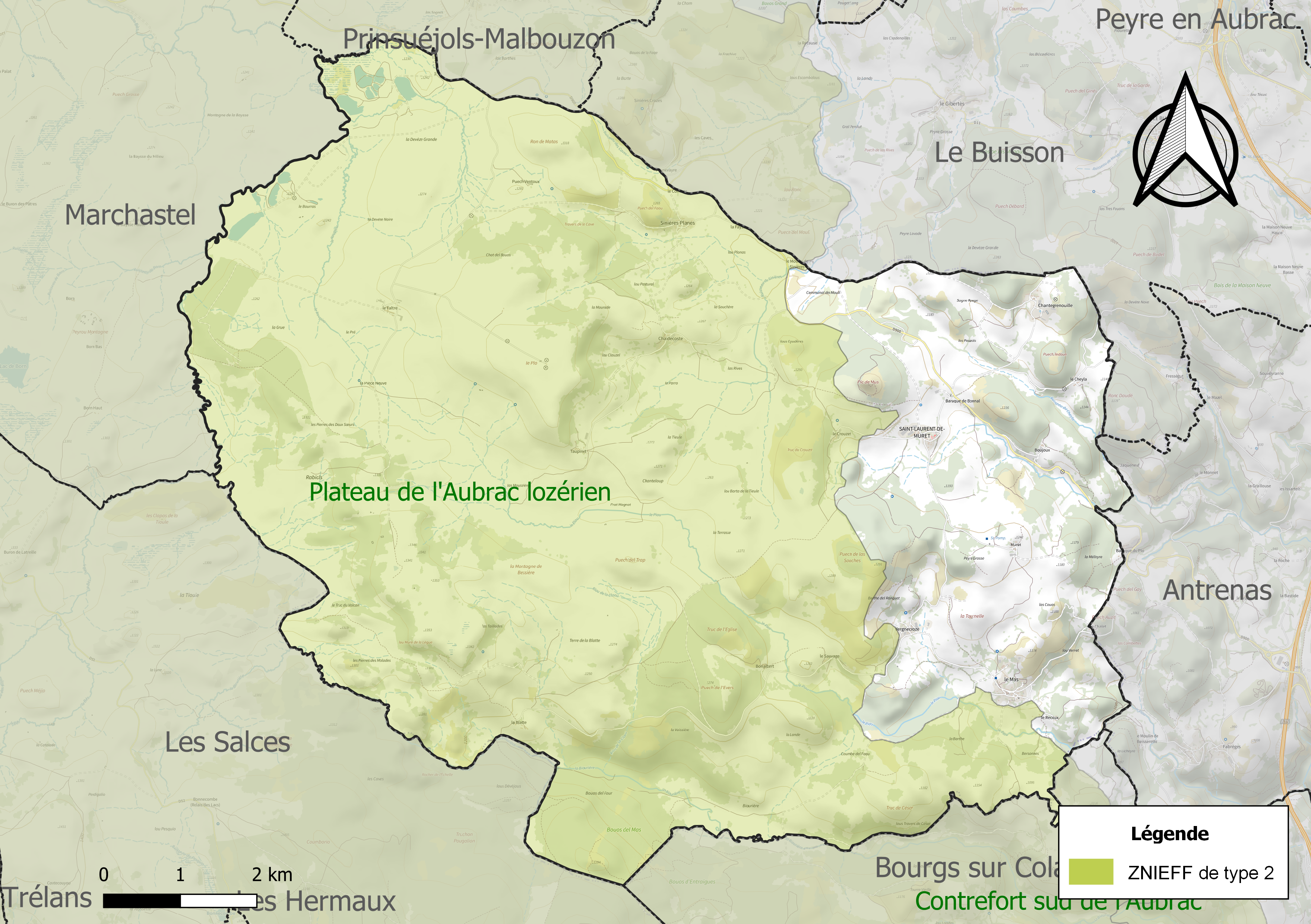
Carte de la ZNIEFF de type 2 sur la commune.

## Urbanisme

### Typologie
Au 1er janvier 2024, Saint-Laurent-de-Muret est catégorisée commune rurale à habitat très dispersé, selon la nouvelle grille communale de densité à sept niveaux définie par l'Insee en 2022.
Elle est située hors unité urbaine. Par ailleurs la commune fait partie de l'aire d'attraction de Marvejols, dont elle est une commune de la couronne,. Cette aire, qui regroupe 10 communes, est catégorisée dans les aires de moins de 50 000 habitants,.

### Occupation des sols
L'occupation des sols de la commune, telle qu'elle ressort de la base de données européenne d’occupation biophysique des sols Corine Land Cover (CLC), est marquée par l'importance des forêts et milieux semi-naturels (77,9 % en 2018), en diminution par rapport à 1990 (80,8 %). La répartition détaillée en 2018 est la suivante : 
milieux à végétation arbustive et/ou herbacée (53,8 %), forêts (24,1 %), prairies (18,7 %), mines, décharges et chantiers (2,1 %), zones agricoles hétérogènes (1,3 %). L'évolution de l’occupation des sols de la commune et de ses infrastructures peut être observée sur les différentes représentations cartographiques du territoire : la carte de Cassini (XVIIIe siècle), la carte d'état-major (1820-1866) et les cartes ou photos aériennes de l'IGN pour la période actuelle (1950 à aujourd'hui).

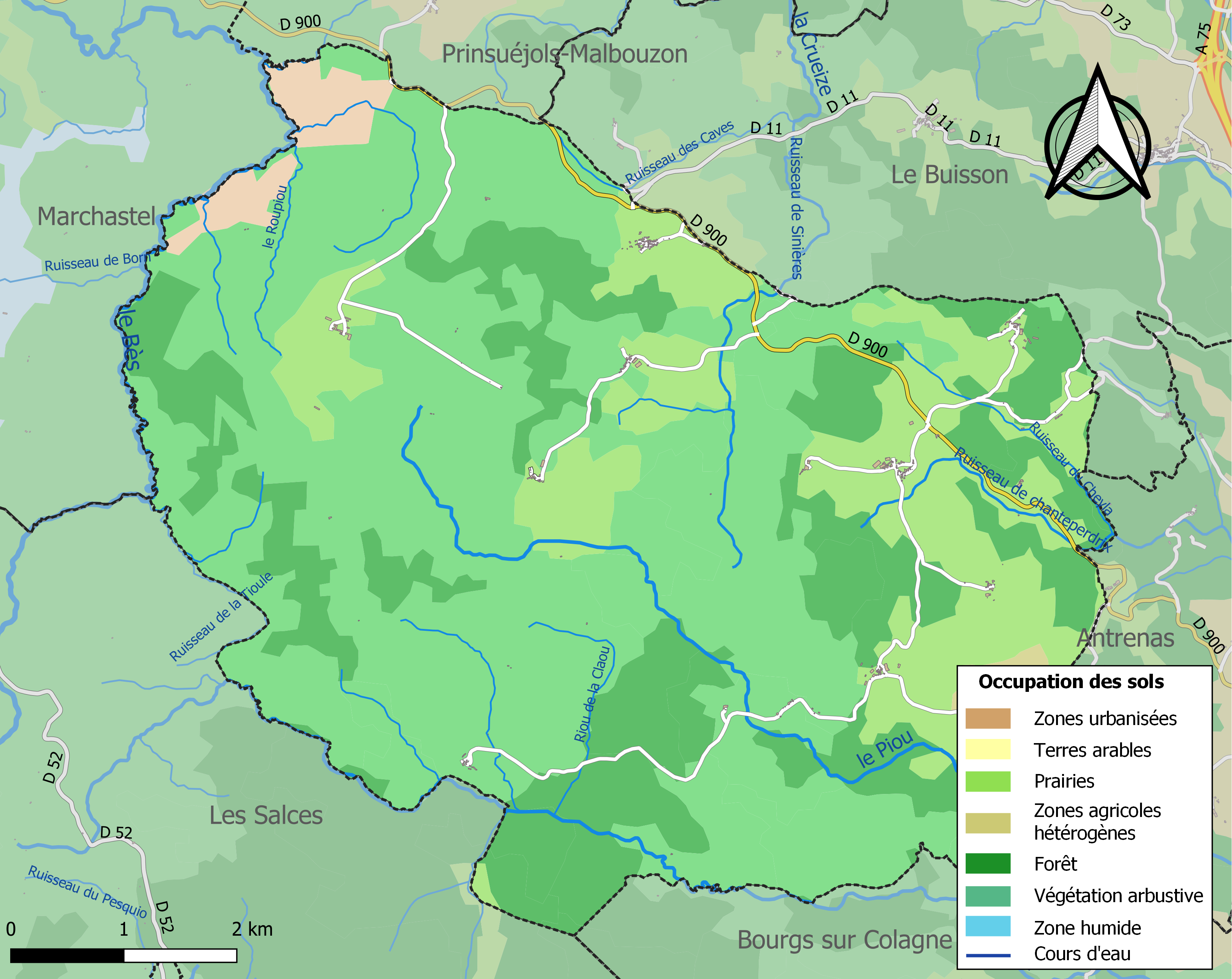
Carte des infrastructures et de l'occupation des sols de la commune en 2018 (CLC).

### Risques majeurs
Le territoire de la commune de Saint-Laurent-de-Muret est vulnérable à différents aléas naturels : météorologiques (tempête, orage, neige, grand froid, canicule ou sécheresse), feux de forêts et séisme (sismicité faible). Il est également exposé à un risque particulier : le risque de radon. Un site publié par le BRGM permet d'évaluer simplement et rapidement les risques d'un bien localisé soit par son adresse soit par le numéro de sa parcelle.

#### Risques naturels
Saint-Laurent-de-Muret est exposée au risque de feu de forêt. Un plan départemental de protection des forêts contre les incendies (PDPFCI) a été approuvé en décembre 2014 pour la période 2014-2023. Les mesures individuelles de prévention contre les incendies sont précisées par divers arrêtés préfectoraux et s’appliquent dans les zones exposées aux incendies de forêt et à moins de 200 mètres de celles-ci. L’arrêté du 23 mars 2018, complété par un arrêté de 2020, réglemente l'emploi du feu en interdisant notamment d’apporter du feu, de fumer et de jeter des mégots de cigarette dans les espaces sensibles et sur les voies qui les traversent sous peine de sanctions. L'arrêté du 23 août 2021, abrogeant un arrêté de 2002, rend le débroussaillement obligatoire, incombant au propriétaire ou ayant droit,,.

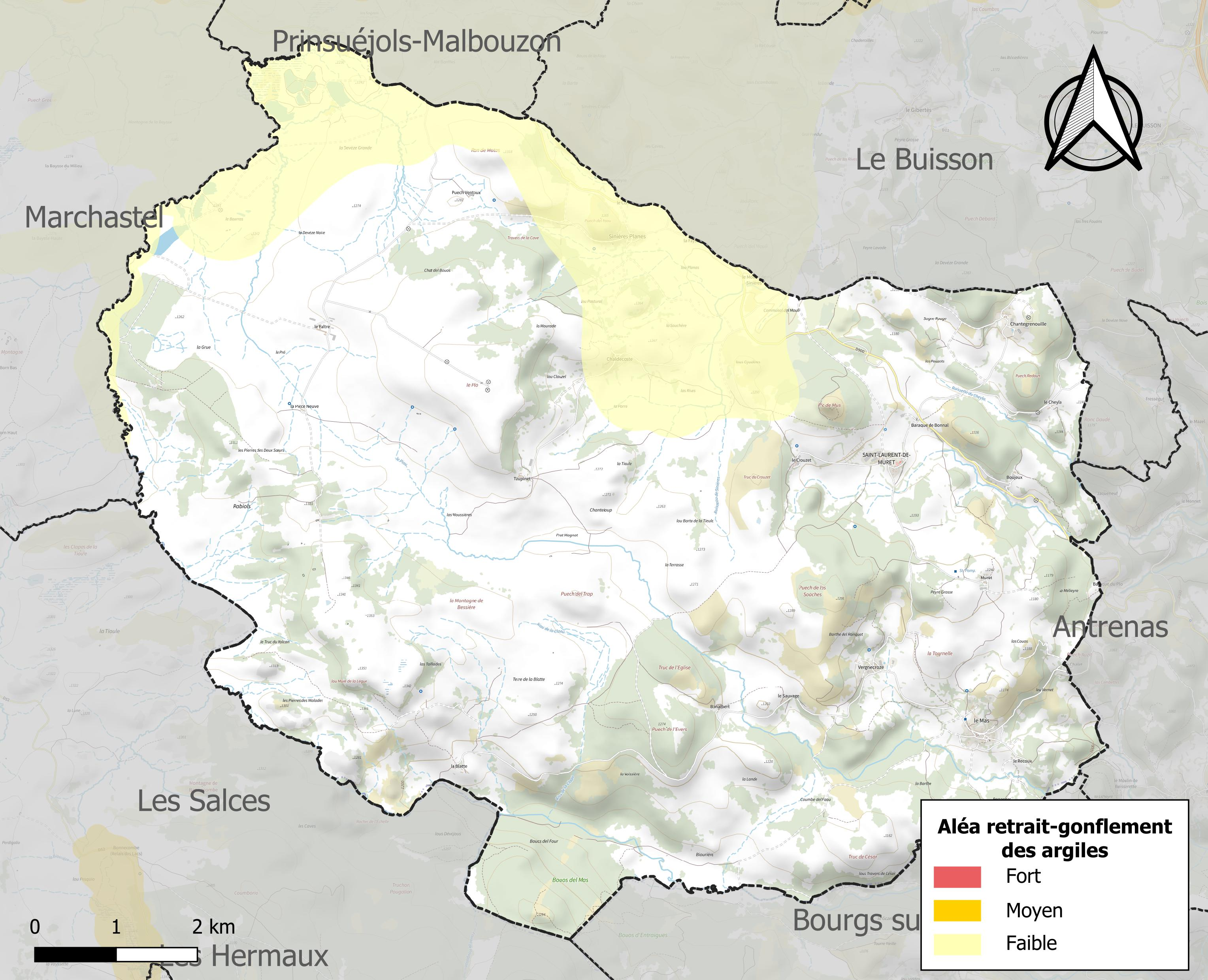
Carte des zones d'aléa retrait-gonflement des sols argileux de Saint-Laurent-de-Muret.

Le retrait-gonflement des sols argileux est susceptible d'engendrer des dommages importants aux bâtiments en cas d’alternance de périodes de sécheresse et de pluie. Aucune partie du territoire de la commune n'est en aléa moyen ou fort (15,8 % au niveau départemental et 48,5 % au niveau national). Sur les 150 bâtiments dénombrés sur la commune en 2019,  aucun n'est en aléa moyen ou fort, à comparer aux 14 % au niveau départemental et 54 % au niveau national. Une cartographie de l'exposition du territoire national au retrait gonflement des sols argileux est disponible sur le site du BRGM,.
Par ailleurs, afin de mieux appréhender le risque d’affaissement de terrain, l'inventaire national des cavités souterraines permet de localiser celles situées sur la commune.
La commune a été reconnue en état de catastrophe naturelle au titre des dommages causés par les inondations et coulées de boue survenues en 1982 et 2003. 

#### Risque particulier
Dans plusieurs parties du territoire national, le radon, accumulé dans certains logements ou autres locaux, peut constituer une source significative d’exposition de la population aux rayonnements ionisants. Certaines communes du département sont concernées par le risque radon à un niveau plus ou moins élevé. Selon la classification de 2018, la commune de Saint-Laurent-de-Muret est classée en zone 3, à savoir zone à potentiel radon significatif.

## Politique et administration
| Période | Période  | Identité                | Étiquette | Qualité |
| ------- | -------- | ----------------------- | --------- | ------- |
| 1811    | 1817     | Jean GRANIER            |           |         |
| 1817    | 1826     | Dominique JARROUSSE     |           |         |
| 1826    | 1831     | Jean-François REMIZE    |           |         |
| 1831    | 1847     | Jean-Guillaume LAURENS  |           |         |
| 1847    | 1848     | Jerôme SALLES           |           |         |
| 1848    | 1870     | Jean-LAURENS            |           |         |
| 1870    | 1881     | André LAURENS           |           |         |
| 1881    | 1885     | Paulin JAILLET          |           |         |
| 1885    | 1912     | Jean-Baptiste DELPRAT   |           |         |
| 1912    | 1925     | Xavier TIEULON          |           |         |
| 1925    | 1929     | Justin GRANIER          |           |         |
| 1929    | 1959     | Léopold GELY            |           |         |
| 1959    | 1965     | Raymond GERBAL          |           |         |
| 1965    | 1983     | Albert LAURENS          |           |         |
| 1983    | 2008     | Louis BRASSAC           |           |         |
| 2008    | 2020     | Jean-François de JABRUN |           |         |
| 2020    | En cours | Pierre REY              |           |         |

## Démographie
L'évolution du nombre d'habitants est connue à travers les recensements de la population effectués dans la commune depuis 1793. Pour les communes de moins de 10 000 habitants, une enquête de recensement portant sur toute la population est réalisée tous les cinq ans, les populations de référence des années intermédiaires étant quant à elles estimées par interpolation ou extrapolation. Pour la commune, le premier recensement exhaustif entrant dans le cadre du nouveau dispositif a été réalisé en 2008.

En 2022, la commune comptait 191 habitants, en évolution de +2,14 % par rapport à 2016 (Lozère : +0,11 %, France hors Mayotte : +2,11 %).
| 1793 | 1800 | 1806 | 1821 | 1831 | 1836 | 1841 | 1846 | 1851 |
| ---- | ---- | ---- | ---- | ---- | ---- | ---- | ---- | ---- |
| 600  | 252  | 463  | 480  | 513  | 650  | 645  | 676  | 590  |

| 1856 | 1861 | 1866 | 1872 | 1876 | 1881 | 1886 | 1891 | 1896 |
| ---- | ---- | ---- | ---- | ---- | ---- | ---- | ---- | ---- |
| 615  | 634  | 601  | 659  | 671  | 702  | 671  | 600  | 597  |

| 1901 | 1906 | 1911 | 1921 | 1926 | 1931 | 1936 | 1946 | 1954 |
| ---- | ---- | ---- | ---- | ---- | ---- | ---- | ---- | ---- |
| 616  | 575  | 544  | 502  | 521  | 563  | 603  | 571  | 332  |

| 1962 | 1968 | 1975 | 1982 | 1990 | 1999 | 2006 | 2008 | 2013 |
| ---- | ---- | ---- | ---- | ---- | ---- | ---- | ---- | ---- |
| 304  | 277  | 218  | 188  | 182  | 164  | 169  | 170  | 187  |

| 2018 | 2022 | - | - | - | - | - | - | - |
| ---- | ---- | - | - | - | - | - | - | - |
| 183  | 191  | - | - | - | - | - | - | - |

## Économie

### Revenus
En 2018, la commune compte 80 ménages fiscaux, regroupant 193 personnes. La médiane du revenu disponible par unité de consommation est de 20 140 € (20 420 € dans le département).

### Emploi
|                | 2008  | 2013  | 2018  |
| -------------- | ----- | ----- | ----- |
| Commune        | 7,1 % | 6,1 % | 6,1 % |
| Département    | 5 %   | 6,4 % | 7,1 % |
| France entière | 8,3 % | 10 %  | 10 %  |

En 2018, la population âgée de 15 à 64 ans s'élève à 114 personnes, parmi lesquelles on compte 82,5 % d'actifs (76,3 % ayant un emploi et 6,1 % de chômeurs) et 17,5 % d'inactifs,. En  2018, le taux de chômage communal (au sens du recensement) des 15-64 ans est inférieur à celui de la France et département, alors qu'en 2008 il était supérieur à celui du département et inférieur à celui de la France.
La commune fait partie de la couronne de l'aire d'attraction de Marvejols, du fait qu'au moins 15 % des actifs travaillent dans le pôle,. Elle compte 47 emplois en 2018, contre 38 en 2013 et 36 en 2008. Le nombre d'actifs ayant un emploi résidant dans la commune est de 88, soit un indicateur de concentration d'emploi de 53,8 % et un taux d'activité parmi les 15 ans ou plus de 61,7 %.
Sur ces 88 actifs de 15 ans ou plus ayant un emploi, 33 travaillent dans la commune, soit 38 % des habitants. Pour se rendre au travail, 73,9 % des habitants utilisent un véhicule personnel ou de fonction à quatre roues, 1,1 % les transports en commun, 6,8 % s'y rendent en deux-roues, à vélo ou à pied et 18,2 % n'ont pas besoin de transport (travail au domicile).

### Activités
L'économie est entièrement tournée vers l'agriculture et en particulier l'élevage bovin pour la viande (production de broutards et de génisses). La race Aubrac est prédominante dans les exploitations. Celles-ci, beaucoup moins nombreuses qu'il y a 30 ans, sont par contre plus grandes qu'autrefois et se caractérisent par des bâtiments de stabulation imposants.
Le village est traversé par le sentier de grande randonnée de pays Tour des Monts d'Aubrac et dispose d'un gîte d'étape communal.

## Culture locale et patrimoine

### Lieux et monuments

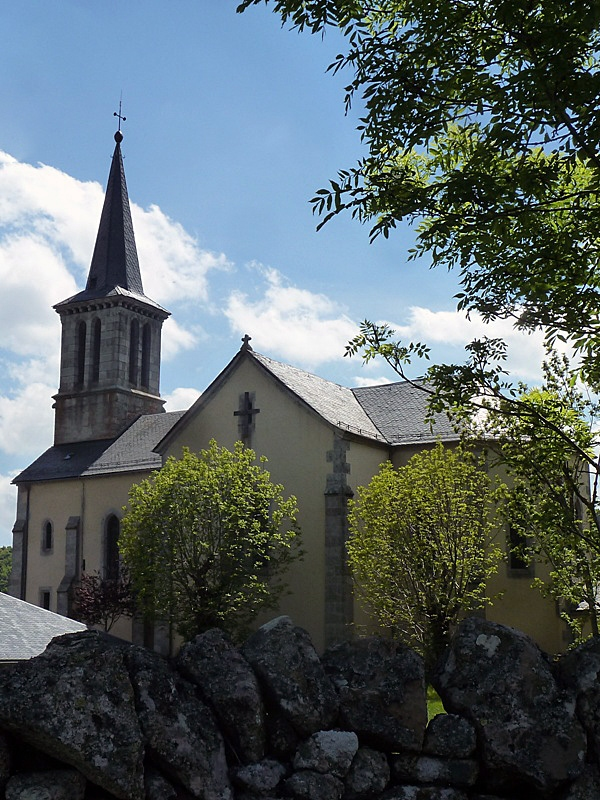
Église de Saint-Laurent-de-Muret.

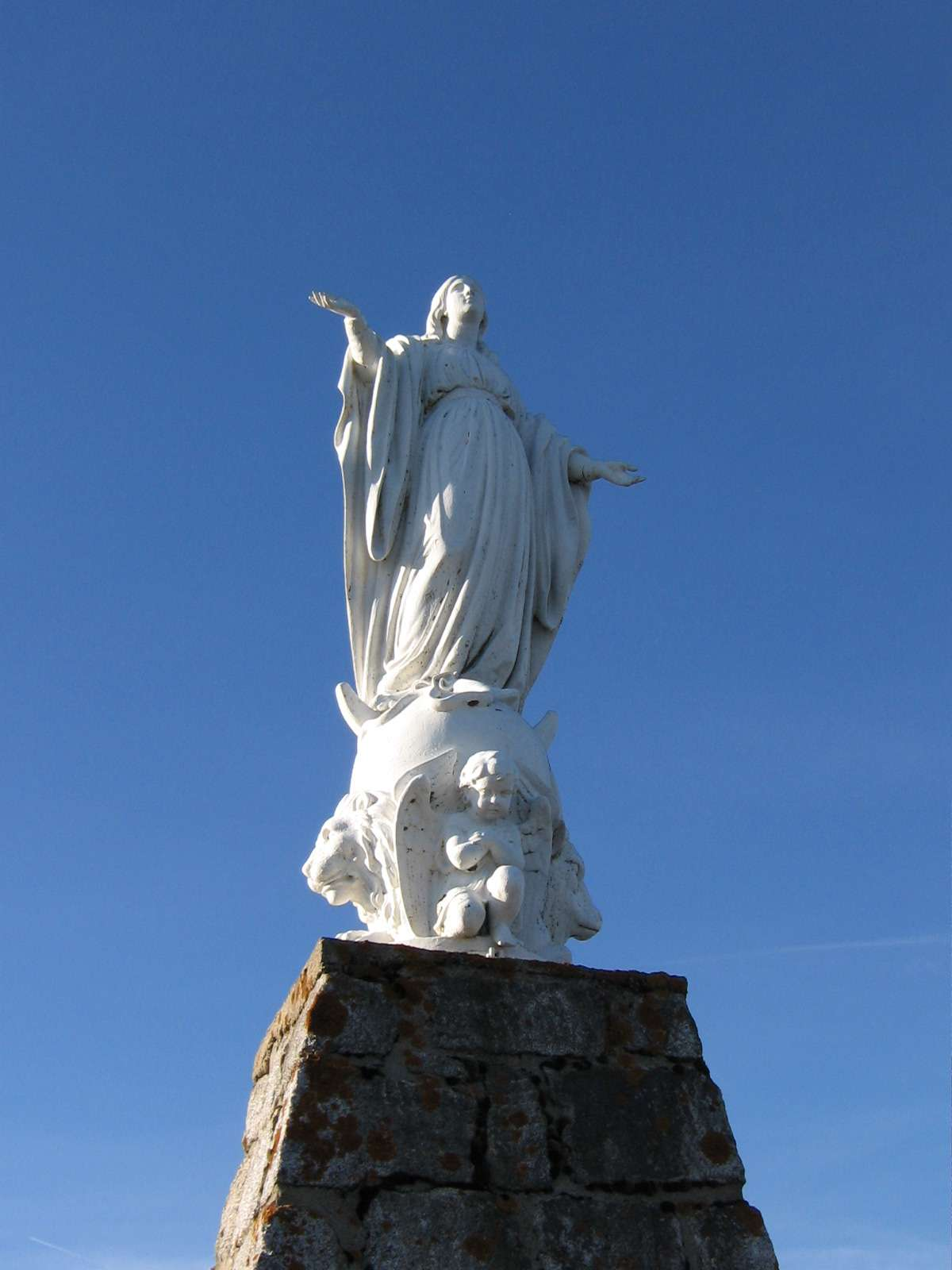
Notre-Dame-de-la-Montagne au sommet du pic de Mus.

- Église Saint-Laurent de Saint-Laurent-de-Muret datant du XIXe siècle.
- Statue de Notre-Dame-de-la-Montagne sur le pic de Mus (lieu d'un ancien pèlerinage).
- Four à pain restauré de Taupinet avec sa fontaine et son auge. Des corps de ferme y ont été mis en valeur à proximité du four. Un fleurissement judicieux aux alentours du four enjolive le tout.

### Personnalités liées à la commune
Au village du Mas, a vécu l'écrivain Jean Rustique (1889-1978), pseudonyme littéraire de Louis Castou. Né à Sainte-Lucie, commune de Saint-Léger-de-Peyre, cet auteur s'est profondément attaché à ce coin de Lozère et a écrit de nombreuses pages sur les gens du pays, la nature, la pêche ou la chasse dans un style qui fait un peu penser à Jean Giono ou Marcel Pagnol. Jean Rustique écrit dans un français mâtiné de nombreuses expressions occitanes ou dérivées de l'occitan (comme dans cette phrase tirée d'un texte paru dans le Chasseur français en juin 1951 : « Espérez un peu, monsieur le Curé, que je pose cette bête sur la table ! »). Ses œuvres les plus connues sont : De Garabit à Mur-de-Barrez.. sans âne (1928), Pays d'Aubrac (1931), Marie-Hélène (1939), Le Fil d'Ariane (recueil de nouvelles paru en 1968).
En 1849 à Saint-Laurent-de-Muret, vécut le célèbre rebouteux Pierrounet où il travaillait en tant que cantalès. Il a sa statue à Nasbinals où il a exercé plus tard. L'histoire dit qu'il aurait appris à soigner en s'exerçant sur les veaux.